# Harvest Moon: Friends of Mineral Town
Desenvolvido especialmente para GameBoy Advance, Harvest Moon: Friends of Mineral Town é um jogo eletrônico que traz novos itens, eventos, personagens, localidades e animais à série Harvest Moon. O jogador tem como objetivo cuidar de uma fazenda e obter lucro com colheitas, produtos de seus animais como ovos e leite, e viver feliz com uma garota da fictícia cidade.

## Ferramentas
Existe as ferramentas que você começa, e quando você usa bastante elas, pode evoluí-las para o próximo nível. Para evoluir uma ferramenta, você deve ter o minério necessário e ir ao ferreiro. Pagando uma certa quantia e entregando o minério, ele irá melhorar sua ferramenta. 
Todos minérios são pegos na mina do lado do lago da Deusa. Primeiro, você precisa de minério de cobre, depois prata, depois ouro e então mithril. Existe as "Cursed Tools", que são as ferramentas amaldiçoadas, de nível 6. Para saber quando você pode melhorar sua ferramenta, aperte Select e vá apertando a seta para o lado. 
Você pode arranjar Ferramentas de Nível 6 nas profundidades da mina de inverno no mother hills.

### Personagens
- Protagonista - É o personagem principal. Você que dá nome a ele.
- Saibara - É o ferreiro da região. Compre itens necessários com ele, bem como ferramentas para ajudar na fazenda. É também avô de Gray, apesar de se desentenderem algumas vezes.
- Gray - Neto de Saibara. Aprende a ser ferreiro com ele, apesar de se desentenderem algumas vezes. Casa com Mary se você não o fizer primeiro.
- Popuri - Filha de Lillia, vendedora de galinhas, e irmã de Rick. Tem um comportamento um tanto infantil e é fascinada por galinhas e aves. e casa com o Kai se você não o fizer antes.
- Lillia - Vende galinhas, remédios para animais e comida para galinhas na Poultry Farm. É mãe de Rick e Popuri, e tem uma doença rara. Seu marido, Rod, saiu em busca de uma flor que é capaz de curá-la e nunca mais voltou.
- Kai - Habita a cidade somente no verão com o seu restaurante na praia. Ama Popuri e se casa com ela se você não fizer primeiro.
- Rick - Irmão da Popuri e rival caso você queira casar com Karen. É muito protetor de sua família e odeia ver sua irmã perto de Kai.
- Barley - Vende vacas, ovelhas, remédios para animais, comida para ovelhas e vacas e é avô de May.
- May - Neta de Barley. Uma das duas crianças existentes em Mineral Town, muito amiga de Stu.
- Manna - Dona da vinícula. Uma grande fofoqueira, e você vai descobrir isso assim que falar com ela. Todos os dias vai à Rose Square contar novidades a Sasha e Anna. Ela odeia que seu marido beba muito, frequentemente, ou principalmente que ele fique bêbado.
- Duke - Marido de Manna, dono da vinícula. Trabalha na adega, e mais tarde te oferece um emprego de 1 semana. Caso não queira que Cliff vá embora da cidade, dê o emprego a ele, e caso queira um dinheiro extra, trabalhe junto com ele. Ele nunca contou para sua esposa a Manna que ele ficou bêbado no Natal e lhe pede para que não conte a ela.
- Doug - Dono do bar/hotel/restaurante da região. Sua esposa morreu há muito tempo, e restou a ele cuidar de Ann e do bar/hotel/restaurante. Mas ele odeia que Cliff fique no bar. Sempre que vê Cliff conversando com Ann ele tenta separá-los.
- Ann - Filha de Doug. Gosta de agir como um menino às vezes. É uma das cinco garotas com quem o protagonista pode se casar. Mas Ann ama Cliff e sabe que seu pai o odeia, por isso, às vezes ela tem uma briga com seu pai, e assim ela responde: Você não pode proibir-me de namorar o Cliff.
- Carter - O padre. Você pode ir à igreja dele se confessar, ouvir o sermão ou ainda ver vários eventos. Ele adora ver Mai brincando com Stu, mas sabe que Stu quase tentou xingar Mai.
- Cliff - É muito religioso e calado, chega a ficar o dia todo na igreja. Depois você arranja um emprego para ele na Vinícula Aja. Duke irá na sua fazenda pedir ajuda, chame Cliff para ajudar. Se você não se casar com Ann, ele se casará. Cliff além de amar Ann também ama Manna, por isso, se você se casar com a Ann, ele casará com Manna.
- Doctor - O doutor da região. Casará com Elli se você se casar com Karen. Ajude-o às Quartas dando gramas a ele para obter novos remédios à venda. Mas as receitas que ele te dá são venenosas.
- Elli - Enfermeira da Clínica Mineral. A mais velha das garotas com quem o protagonista pode se casar. Gosta de ajudar as pessoas. Ela odeia o Doutor. Ela só se casa com ele se você se casar com Karen.
- Sasha - Mãe de Karen. Todos os dias vai à Rose Square saber das novidades de Manna e Anna, além de também contar mais.
- Karen -  Ama bebidas alcoólicas, especialmente vinho. Pode-se casar com ela. Ela ama sua mãe mas critica muito seu pai Jeff, pois ela acredita que ele é muito protetor.
- Harris - Guarda da cidade e filho do prefeito. Leva uma vida pacata e acredita que sua missão é cuidar dos habitantes de Mineral Town.
- Thomas - É o prefeito da cidade e é o encarregado de lhe entregar a fazenda. Thomas tem a responsabilidade de administrar a cidade com amor e clareza.
- Ellen - Avó de Elli e Stu. Uma doce senhora que não anda devido a uma doença nas pernas. Ela sempre se lembra de quando andava, tem até um filme em que ela se lembra de quando tinha 18 anos. Ela lembra de que teve seu primeiro filho, Wilmar, e lembra de seu namorado. Casou-se com ele aos 26 anos e teve seu primeiro e único filho aos 32 anos.
- Stu - Irmão mais novo de Elli, neto de Ellen. Gosta muito de insetos. É uma das duas crianças de Mineral Town. Ele sempre gostou de brincar com Mai.
- Mary - Bibliotecária tímida, pode-se casar com ela. Mary escreve um livro que pretende transformar em uma novela. Mary não ama Gray, ela só tem uma grande "queda" por ele.
- Basil - Botânico, marido de Anna e pai de Mary. Todas as segundas-feiras vai com Mary e Anna à Mother's Hill pesquisar novas flores. Escreveu quase todos os livros da biblioteca. Ele já confessou que odeia escrever livros para sua irmã.
- Zack - Mercador de Mineral Town. Recolhe as mercadorias das fazendas, e vem às 5:00pm buscar o que você colocou para vender. Também traz encomendas da TV Shopping Network. Se você não for amigo dele, você verá, um dia, ele tendo uma discussão com o pescador de Mineral Town. Ele diz que acha ele muito chato e da um soco no pescador de Mineral Town.
- Gotz - Carpinteiro, costuma construir várias coisas para você. Tio de Karen. De vez em quando, Gotz pode se chatear com você, se isso ocorrer, dê a ele bastante mel, ovos e nunca dê lenha cortada da casinha ao lado do estábulo do cavalo. Esse cara ama chuva. Quando você vai a sua casa, ele diz que adora quando chove. Que nesse dia ele não tem tábuas para vender pois não pose fazer nada.
- Jeff - Pai de Karen. É uma pessoa emocional demais, sempre fica triste quando você não compra coisas do mercado dele. Costuma ir ao Hospital às Terças por possuí uma dor horrível no estomago. Ele ama sua esposa Sasha.
- Anna - Irmã de Manna, esposa de Basil, mãe de Mary. Todos os dias vai à Rose Square contar (e saber de) novidades para suas amigas, Manna (também irmã) e Sasha.
- Won - Vende coisas exóticas na região e algumas sementes diferentes do mercado. Em um certo dia ele vai te vender um vaso de flor por 5.000 Gold.
- Harvest Sprites - São duendes que te ajudam na fazenda; Cuidam dos seus animais, de sua plantação, etc. Mas eles só te ajudam se você for amigo deles (mínimo 3 corações). Amam trabalhar duro. Se se puser todos os dias eles vão aumentar os corações.
- Deusa - Divindade do jogo que também é opção para casar, é necessário muito esforço para realizar esse evento. A Deusa fica na lagoa próximo a Spring Mine e lhe concede uma Power Berrie se você a presenteá-la regularmente.
- Kappa - Uma espécie de lenda que habita no lago da Mina de inverno. Se você der a ele muitos cucumbers, ele lhe dará uma espécie de Power Berrie especial que aumenta a stamina em dias chuvosos.

## Personagens que não aparecem no jogo
- Louis - Antigo escritor de livros da biblioteca. Amigo de Basil.
- Rod - Pai de Rick e Popuri. Saiu da cidade para procurar uma flor para curar a doença de Lillia, sua esposa.
- Aja - Antiga namorada de Harris e filha de Duke e Manna. Ela fugiu da cidade depois de uma briga com Duke.
- Joanna - Mãe de May, a garotinha que mora no Yodel Ranch.
- Greg - Amigo de Zack e um grande pescador, saiu em busca de um peixe lendário.
- Dim - Estudava os animais da região, mas sumiu misteriosamente depois de sair para caçar borboletas.

### Animais
Cachorro --> Você já começa o jogo com ele. Pegue-o no colo todos os dias e não deixe-o fora de casa em dias de chuva ou tempestade. Se você treiná-lo bastante com o frisbie na praia a partir do verão do ano 1 você poderá participar do concurso de Frisbie.
Cavalo   --> O dono da Yodel Ranch pede para você cuidar deste cavalo pois ele não tem condições de criá-lo, e diz que irá buscá-lo ano que vem. Fale todos dias e escove o cavalo, pois se ele gostar de você e tiver 8 corações ou mais, você irá ficar com o cavalo para sempre!
Ovelhas (Que te darão lã) --> Fale com elas e escove todo dia. Elas podem ser toquiadas de 7 em 7 dias. Para conseguir a lã de ouro, você deve vencer o concurso das ovelhas e ter 8 ou mais corações de afeição.
Vacas (Que te darão leite) ---> Fale com elas e escove todo dia. As vacas podem ser ordenhadas todo dia, o que rende um bom lucro. Teoricamente, as vacas são melhores que as ovelhas, mas isso depende de cada um. Vença o concurso das vacas e tenha 8 ou mais corações de afeição e a vencedora passará a dar leite de ouro.
Galinhas (Que te darão ovos) ---> Pegue elas no colo todos os dias. Compre apenas uma galinha e coloque seus ovos na encubadora. Se não alimentá-las, elas não botarão ovos por 3 dias. Se você quiser que uma galinha sua bote ovos de ouro, ganhe o concurso de galinhas e tenha 8 ou mais corações de afeição.
Peixes ---> Podem ser pescados em qualquer lugar que tenha água (exceto o Hot Springs e o seu laguinho) e podem ser vendidos. O preço varia dependendo do tamanho do peixe (quanto maior, mais caro).

## Casamento
Como em vários jogos da série Harvest Moon, o ponto alto do jogo é o casamento, as garotas que podem contrair matrimônio são 6:
Harvest Goddess (A deusa da colheita)
Popuri (Filha da dona da Poultry Farm)
Karen (Filha do dono do Supermarket)
Elli (Enfermeira do Doutor Trent)
Mary (Dona da Bilioteca)
Ann (Filha do dono da Estalagem)
Para se casar, é necessário atingir todos os estágios de coração (Preto, Roxo, Azul, Verde, Amarelo, Laranja e Vermelho), ter feito o segundo Upgrade da sua casa e ter comprado a Big Bed (cama de Casal) pelo canal de compras. As garotas se casarão com seus rivais se você não se casar com nenhuma delas (exceto a Goddess). Seus rivais são:
Kai (Popuri)
Rick (Karen)
Doctor (Elli)
Gray (Mary)
Cliff (Ann)

## More Friends of Mineral Town
Harvest Moon: More Friends of Mineral Town é outro jogo da série, sendo a versão feminina do jogo Harvest Moon: Friends of Mineral Town. Nesta versão, o jogador principal é uma garota, e pode se casar com um dos cinco pretendentes: Kai, Rick, Doctor, Cliff e Gray. Os jogos são quase iguais, mas têm pequenas diferenças como a possibilidade de colher mel quando se inicia o jogo, o modo de minar ores (que não são pegos minerando e sim quebrando as rochas de dentro da mina), entre outras coisas novas. Essa expansão é caracterizada por ser a mais perfeita da série.